# Museum Frieder Burda

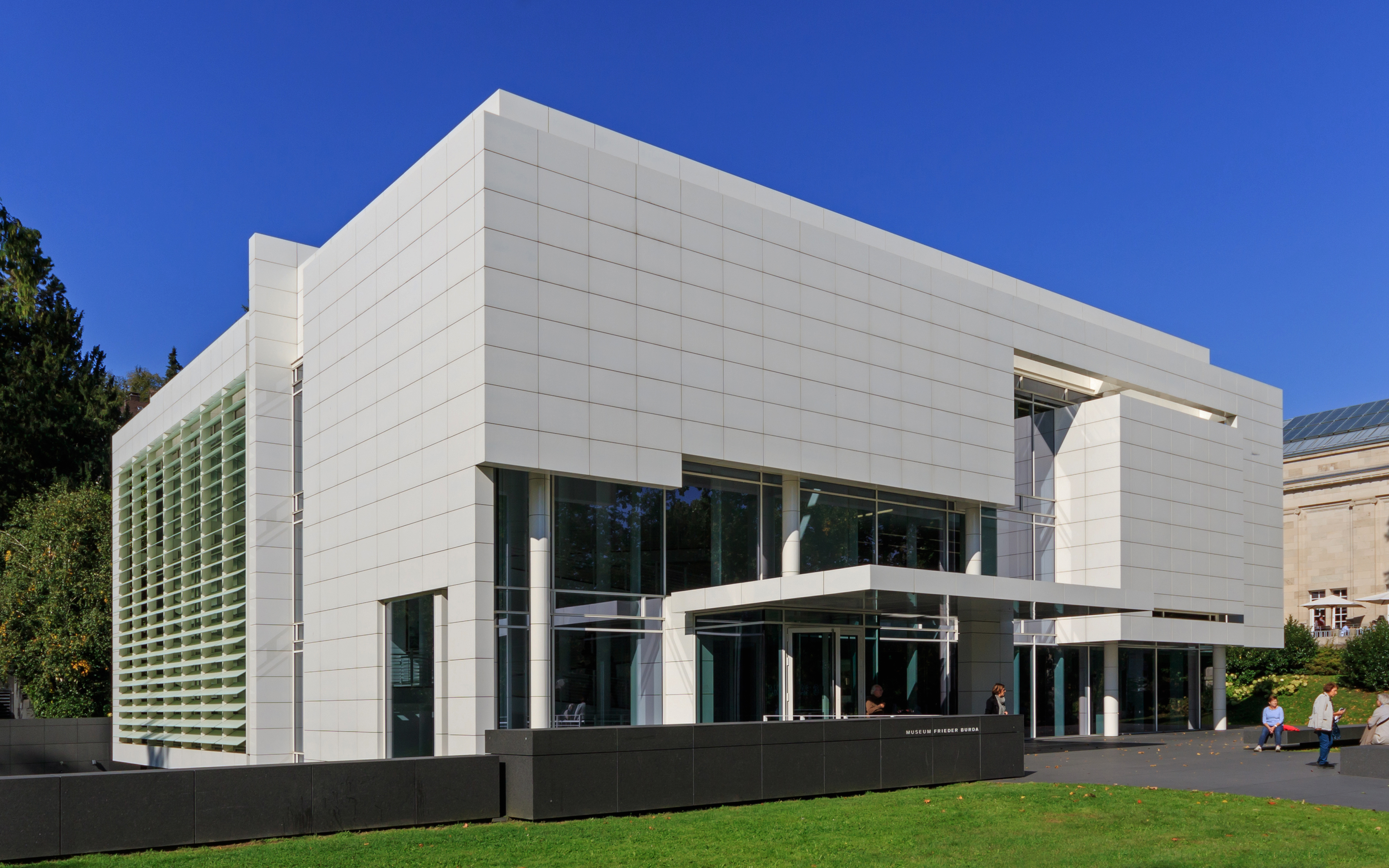
Museum Frieder Burda

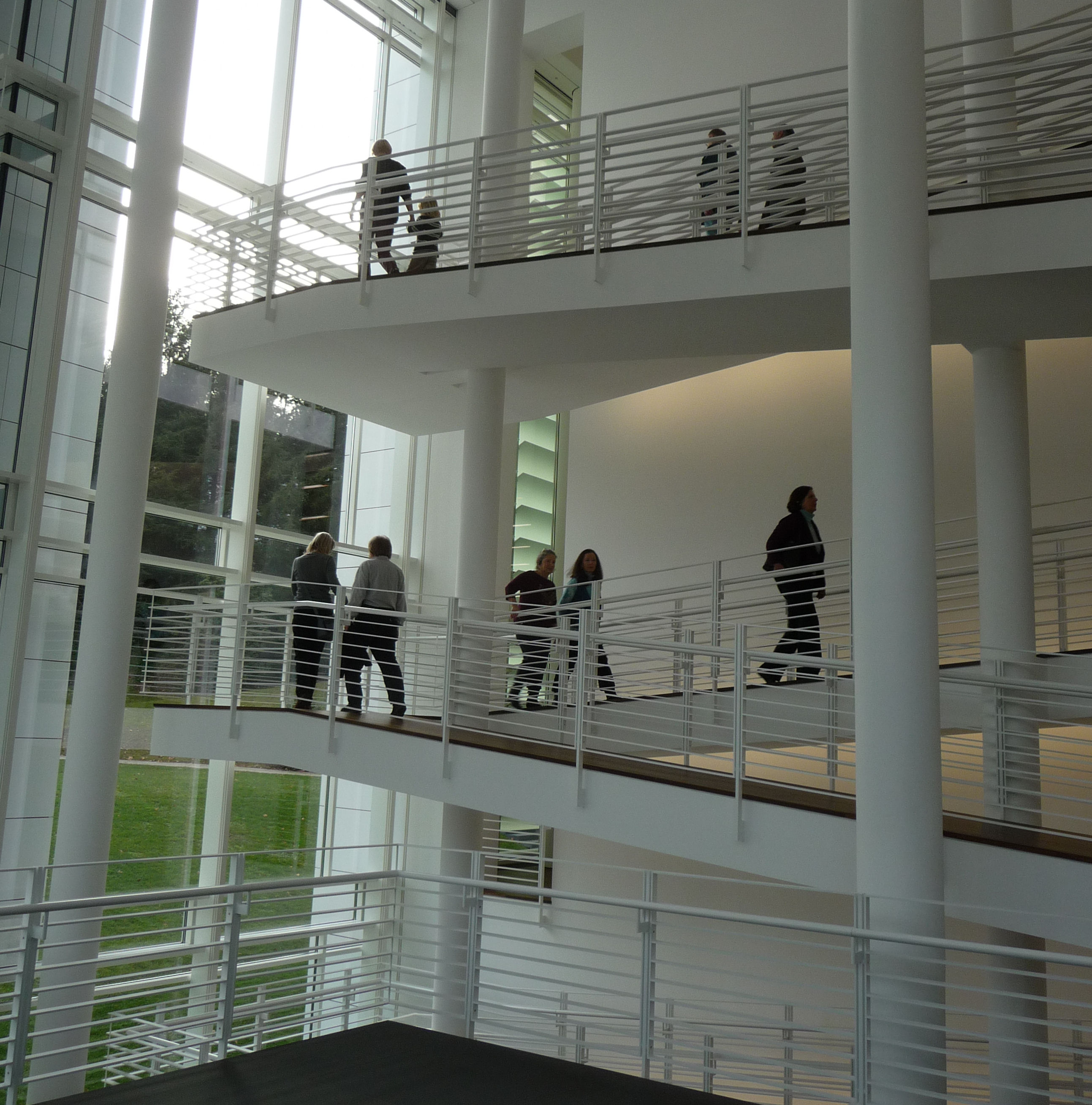
Rampen

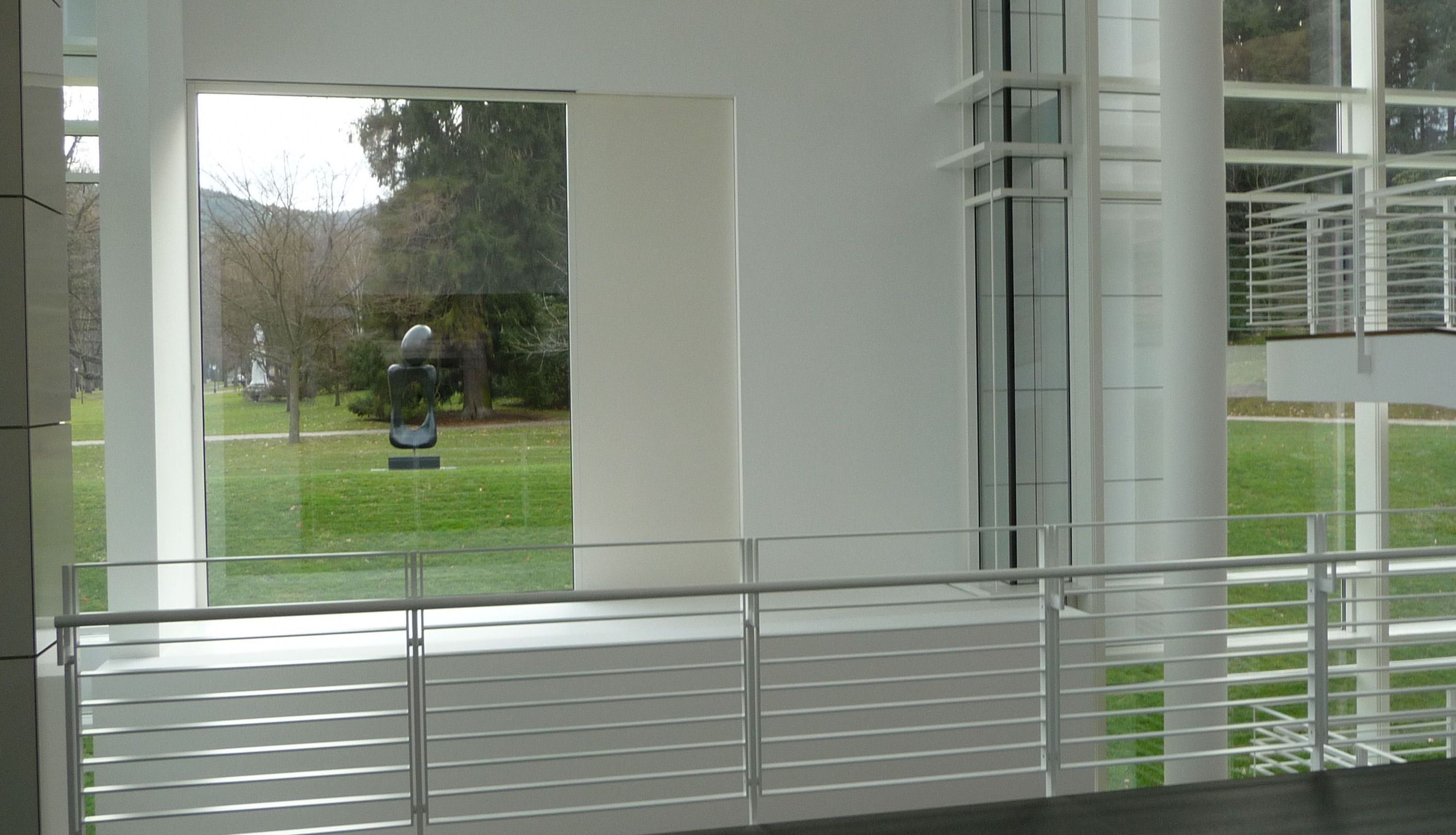
Museet sett från Lichtentaler Allee

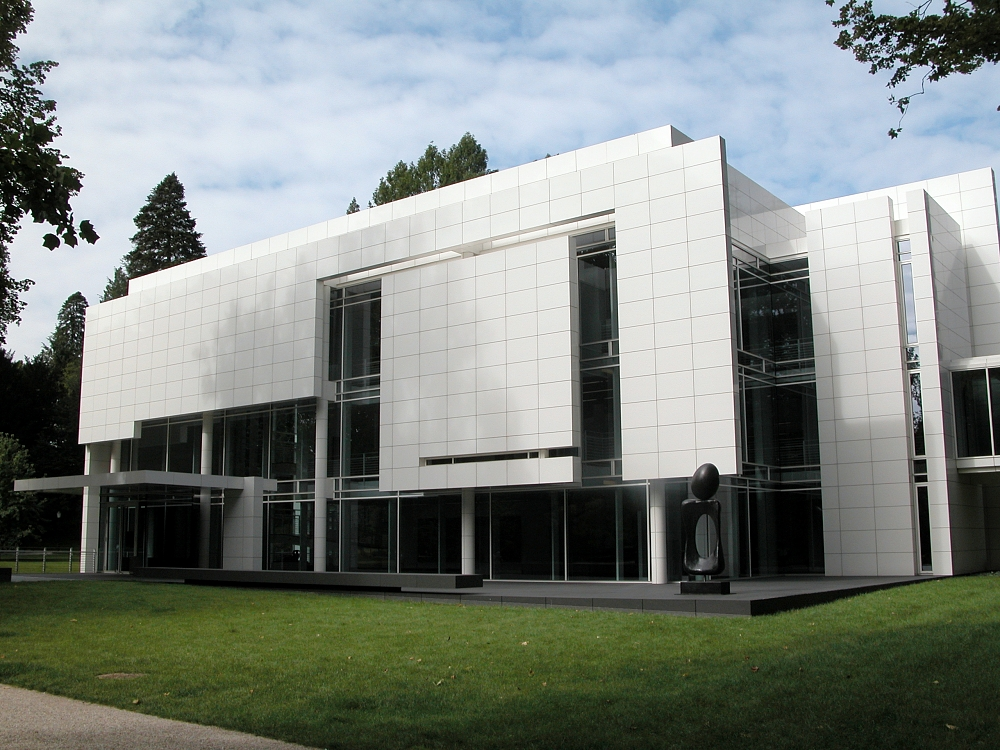
Vy mot parken

Museum Frieder Burda är ett privatägt konstmuseum i Baden-Baden i Baden-Würtemberg i Tyskland.
Museet uppfördes efter ritningar av Richard Meier och öppnades i oktober 2004. Den ligger bredvid Kunsthalle Baden-Baden på Lichtentaler Allee. Museet har samlingar av modern och samtida konst, Neben, som tillhör grundaren Frieder Burda.
Richard Meier ritade en ljus, öppen byggnad med två stora salar, två mindre utställningslokaler och en souterrängvåning. Det är förbundet med en inglasad gång till den äldre konsthallsbyggnaden för Kusthalle Baden-Baden, ritad av Hermann Billing. Museet har omkring 1 000 kvadratmeter utställningsyta.
Byggnaden fick Royal Institute of British Architects RIBA European Award 2006.

## Samlingar
Frieder Burdas samling omfattar 850 verk, inklusive målningar, skulpturer, installationer och grafik, med betoning på tysk expressionism, abstrakt expressionism, tyskt måleri från 1960, Picasso och internationellt måleri från 1990.

### Målare i urval
- Georg Baselitz
- Max Beckmann
- John Chamberlain
- Adolph Gottlieb
- Alexej von Jawlensky
- Anselm Kiefer
- Ernst Ludwig Kirchner
- Karin Kneffel
- Willem de Kooning
- Dieter Krieg
- Markus Lüpertz
- August Macke
- Markus Oehlen
- Pablo Picasso
- Sigmar Polke
- Jackson Pollock
- Gerhard Richter
- Mark Rothko
- Eugen Schönebeck
- Clyfford Still

### Skulptörer i urval
- Hans Arp
- Stephan Balkenhol
- Barry Flanagan
- Isa Genzken
- Anton Henning
- Imi Knoebel
- Henri Laurens
- Wilhelm Lehmbruck
- Jacques Lipchitz
- Joan Miró
- A.R. Penck
- Arnulf Rainer
- Niki de Saint-Phalle
- Günther Uecker
- Bernar Venet